# Urophora sciadocousiniae
Urophora sciadocousiniae
 es una especie de insecto del género Urophora de la familia Tephritidae del orden Diptera. 
Valery Korneyev y White la describieron científicamente por primera vez en el año 1992.